# Precision Time Protocol

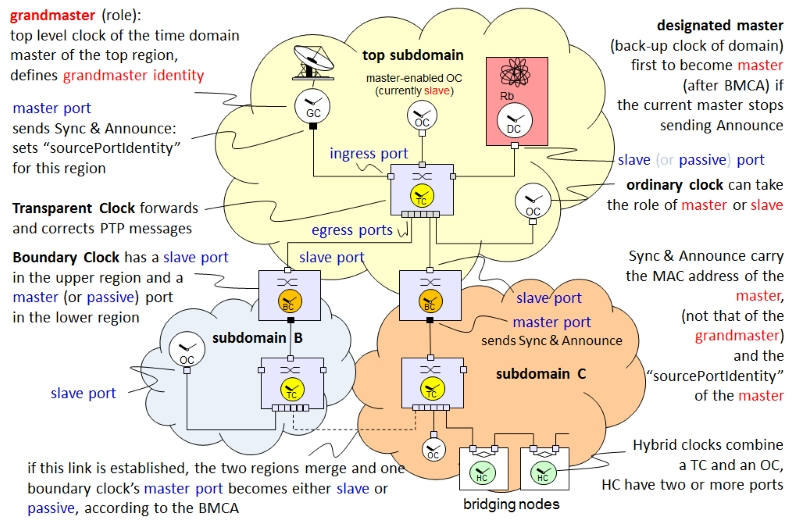
Eleemnts de la xarxa IEEE 1588

El Precision Time Protocol (amb acrònim anglès PTP) és un protocol utilitzat per sincronitzar els rellotges a través d'una xarxa informàtica. En una xarxa d'àrea local, aconsegueix una precisió del rellotge en el rang de submicrosegons, el que el fa adequat per a sistemes de mesura i control. PTP s'utilitza per sincronitzar transaccions financeres, transmissions de torres de telefonia mòbil, matrius acústiques submarines i xarxes que requereixen un temps precís però que no tenen accés als senyals de navegació per satèl·lit.
La primera versió de PTP, IEEE 1588-2002, es va publicar l'any 2002. IEEE 1588-2008, també conegut com a PTP Versió 2, no és compatible amb la versió 2002. IEEE 1588-2019 es va publicar el novembre de 2019 i inclou millores compatibles amb les versions anteriors de la publicació de 2008. IEEE 1588-2008 inclou un concepte de perfil que defineix els paràmetres i les opcions de funcionament del PTP. S'han definit diversos perfils per a aplicacions com telecomunicacions, distribució d'energia elèctrica i audiovisuals. IEEE 802.1AS és una adaptació de PTP per utilitzar-se amb ponts d'àudio i vídeo i xarxes sensibles al temps.
Els estàndards IEEE 1588 descriuen una arquitectura jeràrquica mestre-esclau per a la distribució del rellotge. Sota aquesta arquitectura, un sistema de distribució del temps consta d'un o més mitjans de comunicació (segments de xarxa) i un o més rellotges. Un rellotge normal és un dispositiu amb una única connexió de xarxa i és l'origen (mestre o líder) o la destinació (esclau o seguidor) d'una referència de sincronització. Un rellotge de límit té múltiples connexions de xarxa i pot sincronitzar amb precisió un segment de xarxa amb un altre. Es selecciona un mestre de sincronització per a cadascun dels segments de xarxa del sistema. La referència del temps arrel s'anomena gran mestre. El gran mestre transmet informació de sincronització als rellotges que resideixen al seu segment de xarxa. Els rellotges de límit amb presència en aquest segment transmeten l'hora precisa als altres segments als quals també estan connectats.